# 성웅 이순신 (1962년 영화)
"성웅 이순신"(聖雄 李舜臣)은 한국에서 제작된 유현목 감독의 1962년 영화이다. 김승길 등이 주연으로 출연하였고 김영화 등이 제작에 참여하였다.

## 출연

### 주연
- 김승길
- 윤일봉
- 조미령
- 김승호

## 기타
- 원작자: 이은상
- 조명: 최의정
- 미술: 이봉선